# Croce dell'aristocrazia boema

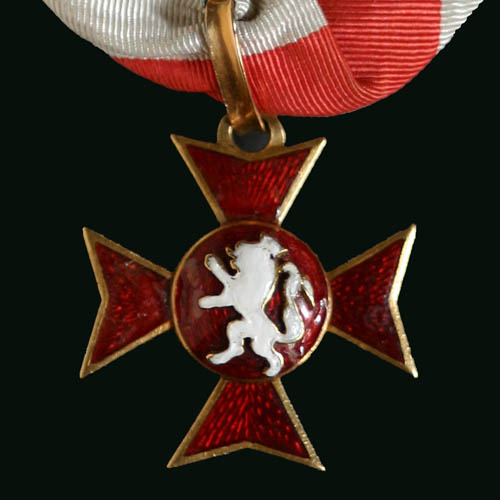

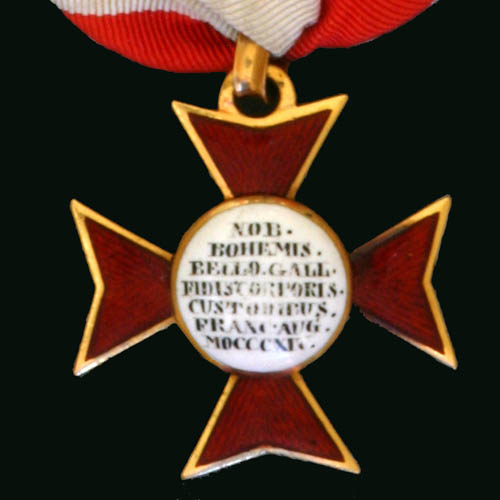

La Croce dell'aristocrazia boema fu una medaglia di benemerenza fondata nell'ambito dell'Impero austriaco.

## Storia
La medaglia venne fondata con decreto del 3 maggio 1814 emanato dall'Imperatore Francesco I d'Austria al fine di ricompensare e premiare gli aristocratici boemi che si erano valorosamente opposti all'invasione napoleonica dell'autunno del 1813.

## Insegna
La medaglia consisteva in una croce di Malta smaltata di rosso il cui medaglione centrale era costituito da un disco smaltato di bianco riportante in oro un leone rampante voltato verso sinistra (simbolo dell'antico Regno di Boemia). Sul retro si trovava in oro la scritta NOB. BOHEMIS. BELLOGALL. FIDIS CORPORIS CUSTODIBUS. FRANC AUGUST. MDCCCXIV. (Agli aristocratici boemi, le coraggiose guardie del corpo durante la guerra contro la Francia, l'Imperatore Francesco 1814).
La medaglia veniva portata appesa sulla parte sinistra del petto dell'insignito attraverso un nastro bianco avente una striscia rossa nel mezzo.